# Пензенский троллейбус
Пе́нзенский тролле́йбус — система троллейбусного транспорта в городе Пензе. Движение открыто 4 ноября 1948 года.

## История

### Открытие троллейбусного движения
Необходимость создания в Пензе развитой системы общественного транспорта стала очевидной в годы Великой Отечественной войны. Находясь в глубоком тылу, Пенза стала пунктом эвакуации десятков промышленных предприятий, учреждений, учебных заведений из западных районов СССР, большая часть которых осталась в городе и после окончания войны. За счет эвакуированных резко увеличилось население Пензы — к концу войны оно насчитывало уже около 200 тысяч жителей. Именно в годы войны город стал крупным индустриальным центром.
Учитывая это, в 1943 году Пензенский обком ВКП(б) и облисполком обратились в Совнарком СССР с просьбой рассмотреть вопрос о строительстве в Пензе троллейбусных линий. Предпочтение новому виду транспорта — троллейбусу, а не более распространенному к тому времени трамваю, было обусловлено слабой приспособленностью последнего к холмистому рельефу города. 6 февраля 1944 года, несмотря на военное время, Совнарком СССР принял постановление № 124 «О мероприятиях по улучшению городского хозяйства», которым было признано целесообразным «приступить в г. Пензе к дополнительным работам по постройке первой очереди троллейбусной линии протяженностью 7 км». Проектом предусматривалось соединить троллейбусным сообщением южную часть города, где располагались оборонные заводы № 740 (позднее — «Пензмаш») и № 163 (позднее — ПО «Эра», ПКБМ) с северной частью города и заводом № 50 (Велозавод, Завод им. Фрунзе).
В начале 1945 г. силами маломощного дорожно-мостового треста горкомхоза с большими трудностями начались работы по строительству дорог для первой троллейбусной линии. Работы велись в трудные послевоенные годы. Ощущалась острая нехватка материалов: для устройства опор контактной сети требовался лес-кругляк, для тяговых подстанций — строительные материалы, дорогое электрооборудование, для монтажа контактной сети — дорогостоящий медный провод и техническая арматура. Требовалось перестроить осветительные, телефонные сети по всей линии, подготовить качественное дорожное покрытие. К работам привлекались жители города, рабочие предприятий и организаций, студенты учебных заведений; организовывались субботники и воскресники.
В 1946 году в Москве началась подготовка водительских кадров для пензенского троллейбуса. Была сформирована группа из 13 человек, которая после обучения в Московском институте технического обучения и прохождения практики на базе 2-го московского троллейбусного парка в марте 1947 года возвратилась с дипломами в Пензу.
4 ноября 1948 года состоялось торжественное открытие троллейбусного движения по маршруту «Пенза I» — «Мебельная фабрика». В этот день все три троллейбуса МТБ-82Д выехали в рейс с пассажирами. От привокзальной площади троллейбусная линия прошла по улицам Октябрьской, Московской, М. Горького, Кирова, Калинина и Свердлова до разворотного кольца на конечной остановке «Мебельная фабрика» (хотя к тому времени бывшая мебельная фабрика уже называлась заводом № 163 и производила военную продукцию). Это разворотное кольцо сохранилось и поныне, до 2006 г. здесь находилась конечная троллейбуса № 5 (на трафаретных указателях она обозначалась как «Набережная реки Мойки», а с 1990-х гг. — НПП «Эра»). Длина линии в однопутном исчислении составляла 9,4 км. Плата за проезд осуществлялась по зонам. Стоимость одной зоны составляла 20 копеек. Например проезд от Пенза I до Мебельной фабрики стоил 1 руб. 20 коп.
На открытие троллейбусного движения собралось множество народу. На Театральной площади состоялся торжественный митинг, после чего троллейбус отправился в свой первый рейс, а его первыми пассажирами стали депутаты горсовета, строители, стахановцы.
К моменту пуска троллейбусной линии депо построено не было, и зимой 1948—1949 гг. троллейбусы ночевали на площади около драмтеатра. В доме № 88 по ул. Московской находилось Управление троллейбуса, а на будущей территории депо на ул. Суворова успели построить лишь временный деревянный сарай, где находились склад, мастерская, смотровая канава и кабинет начальника депо. Контактная сеть сюда до будущего депо также не доходила, поэтому для ремонта и обслуживания троллейбусы сюда привозили на буксире. Техническая база была крайне слабой: имелись токарный и сверлильный станки, два канавных домкрата, настольный компрессор, лебедка.
При строительстве депо были использованы металлоконструкции демонтированного военного завода Ардельт в местечке Эберсвальде (Германия), которые в 1948 году были погружены в эшелон и доставлены в Пензу. Полностью строительство депо завершилось лишь в 1957 году, хотя по договоренности с городскими властями и строителями его эксплуатация началась уже в 1951 г.
К концу 1948 года инвентарный парк составлял уже 8 троллейбусов, а среднесуточный выпуск на линию — 6 единиц. Менее чем за два месяца 1948 г. было перевезено 203 тысячи пассажиров.

### Развитие сети в 1950-е годы
5 ноября 1949 года была пущена вторая очередь троллейбусной линии, соединившая «Пензу I» c Заводским районом города. Для пересечения троллейбусом железнодорожных путей летом-осенью 1949 года в кратчайшие сроки был сооружен виадук, ведущий с улицы Пионерской на улицу Ленина. Также по трассе следования троллейбуса было проведено мощение (лишь кое-где — асфальтирование) проезжей части улиц. От будущего троллейбусного депо на улице Суворова линия прошла по улицам Дзержинского, Коммунистической, Пионерской, Ленина, Велосипедной (Гагарина) до разворотного кольца около часового завода, на пересечении улиц Велосипедной (Гагарина) и Автосвечной (Леонова).
Таким образом, троллейбусная линия соединила центр Пензы с обеими крупнейшими промышленными зонами города. Протяженность линии в однопутном исчислении увеличилась до 17,0 км. К концу 1949 года инвентарный парк составлял 11 единиц, среднесуточный выпуск — 10 единиц, за год троллейбусы пробежали 396 тыс. км и перевезли 5 млн. 404 тыс. пассажиров.
9 июля 1955 года начал действовать дополнительный маршрут троллейбуса, имеющий в центре города кольцевую схему. От завода дезхимоборудования (ныне — завод «Автомедтехника», на 2020 год закрыт) троллейбус следовал в центр по улицам Суворова, Володарского и Пушкина до пересечения с улицей Московской, где левым поворотом он возвращался на трассу основного маршрута. Протяженность линии в связи с этим увеличилась до 17,8 км. Введение дополнительного маршрута было призвано улучшить транспортное обслуживание на наиболее критичном направлении между центром и Заводским районом.
В октябре 1957 года была введена в эксплуатацию троллейбусная линия до дизельного завода. Длина контактной сети достигла 22,2 км.
С января 1959 года троллейбусная линия была продлена от часового завода до компрессорного завода. Длина контактной сети достигла 28,4 км. На вновь построенном участке введена построена и введена в эксплуатацию вторая тяговая подстанция.

### Развитие сети в 1960-е годы
Середина 1960-х годов стала периодом самого динамичного развития троллейбусной сети.
В конце 1950-х — начале 1960-х годов была кардинально реконструирована нижняя часть улицы Кирова. Здесь были построены новый Дом Советов, здание почтамта, центральный универмаг и квартал новых пятиэтажных жилых домов рядом с ним. В июне 1964 года по обновленной улице Кирова было открыто троллейбусное движение. Проследовав мимо универмага, троллейбусы поворачивали на Суворова, выходя на пересечении с улицей Плеханова на старую трассу. Линия удлинилась до 31,7 км.
В 1965 году произошло дальнейшее развитие сети в Заводском районе. От часового завода линия прошла по улицам Леонова, Циолковского и Беляева до нового завода «Химмаш». Здесь троллейбус не разворачивался в обратный путь, а продолжал движение по круговому маршруту, возвращаясь обратно по улице Луначарского (позднее этот участок улицы был реконструирован в проспект Победы). Таким образом, маршрут № 2 завод «Химмаш» — Дизельный завод приобрел трассу, близкую к современной. Длина троллейбусных линий увеличилась на 4,1 км.
Самое крупное расширение сети состоялось 12 июня 1966 года. В этот день был открыт троллейбусный маршрут № 3 улица Горького — пос. Арбеково, связавший центр города с удалённым поселком Арбеково. Пуск этой линии был крайне необходим, так как в Арбеково развернулось строительство жилых поселков для рабочих заводов «Химмаш», «Тяжпромарматура» и часового завода. Из Арбекова троллейбусный маршрут № 3 следовал по улицам Урожайной (так называлась часть проспекта Победы за железнодорожным переездом до её реконструкции), Беляева, Циолковского, Леонова, Гагарина, Ленина, Пионерской, Суворова с выходом на улицу Кирова. Далее троллейбус следовал по улицам Максима Горького, Московской, Октябрьской, Плеханова и далее по тому же маршруту. Длина троллейбусных линий достигла 50,3 км (по другим данным — 48 км).
Таким образом, начиная с этого момента действовало три маршрута:
- № 1 Мебельная фабрика — Компрессорный завод
- № 2 Завод «Химмаш» — Дизельный завод
- № 3 Улица Горького — пос. Арбеково

В ноябре 1967 года троллейбусы пришли в Терновку. Новая линия протянулась от старого кольца у «Мебельной фабрики» (наб. р. Мойки), по улицам Свердлова, Баумана, Терновского до ныне действуйщего кольца «Терновский мост». По маршруту Завод «Химмаш» — Терновский мост запущен новый маршрут № 4.

### Развитие сети в 1970-е годы
К началу 70-х годов существовало четыре троллейбусных маршрута:
- № 1 Мебельная фабрика — Компрессорный завод
- № 2 Завод «Химмаш» — Дизельный завод
- № 3 Улица Горького — пос. Арбеково
- № 4 Завод «Химмаш» — Терновский мост

В декабре 1970 года была открыта троллейбусная линия, длинной 3.2 км в обеих направлениях до ст. Пенза III. Появился маршрут № 6, который первое время шёл от ст. Пенза I. Этот маршрут был очень важен для города, так как до открытия этого маршрута железнодорожникам было тяжело добираться в депо, а пассажирам — до пригородных поездов.
В январе 1977 года совершилось открытие очень важной линии, связавшей Западную поляну с Заводским районом. Она продлила сеть пензенского троллейбуса на 9 километров. Новая линия прошла по ул. Карпинского, Окружной, Мира, Ленинградской и Попова. Одновременно созданный маршрут № 8, несмотря на свою короткую дистанцию, оказался самым рентабельным маршрутом.

### Развитие сети в 1980-е годы
В конце 1982 года был введён участок от памятника Победы до улицы Долгорукого. Линия с протяжённостью в 7,4 км в однопутном направлении прошла через ул. Луначарского, Сурский мост и немного по улице Чаадаева.
В январе 1989 года был введён участок от улицы Рахманинова до улицы Стасова с протяжённостью около трёх километров в однопутном направлении. Вскоре вступила в эксплуатацию линия от улицы Стасова до ул. 8 Марта через проспект Строителей, протяжённостью 10,7 км в однопутном направлении. Вместе с этой линией в конце 1989 г. введён маршрут № 10 «Улица Стасова — Терновский мост», а в начале 1990 г. — маршрут № 11 «Улица Стасова — ул. Максима Горького», который следовал по проспекту Строителей, ул. 8-го марта, ул. Суворова, ул. Кирова, ул. Максима Горького, ул. Володарского, Октябрьской ул., выезжал на ул. Суворова и следовал обратно по своему маршруту. Протяжённость маршрута составила почти 14 км в одну сторону. Отменён в 2004 году. Демонтажа линий не производилось из-за того, что весь маршрут в разных местах дублировался троллейбусами №№ 1, 2, 3, 4, 5, 6, 7, 9 и на всём протяжении маршрута дублировалась маршрутом № 10.

### Троллейбусная сеть Пензы в 1990-е годы
В 1992 году было максимальное количество троллейбусных маршрутов за всю историю — 12. Одиннадцать с номерами и один безномерной, появившийся в первой половине 1992 года — «Кривозерье — улица Стасова», осенью он получил освободившийся номер 4 взамен закрытого маршрута «Терновский мост — стадион ЗиФ», по которому ходила всего одна машина. В 1993 г. троллейбусная линия по проспекту Строителей была продлена на две остановки от «Улицы Стасова» до остановки «5-й микрорайон Арбеково» (современное название — «Кольцевая»). До этой конечной были продлены маршруты № 4, 10, 11. На 4-м, а также на 7-м маршруте впервые в Пензе в 1993 г. появились сочлененные троллейбусы. Все троллейбусы маршрута № 7, кроме сочлененных, базировались в троллейбусном депо № 1, а сочлененные — в депо № 3.
В конце 1990-х гг. незначительные изменения претерпела конфигурация сети в районе стадиона «Пенза». В связи с очередным длительным ремонтом тепло- и паропровода под улицей Леонова была проложена временная объездная линия с другой стороны стадиона, по улице Крупской. Однако по окончании ремонта было решено возвратить движение на прежнюю трассу только при движении в сторону улицы Циолковского. В противоположном направлении сеть по улице Леонова была демонтирована. Новая линия по улице Крупской по состоянию на 2020 год продолжала существовать в обоих направлениях, хотя одно из них в пассажирском движении постоянно не используется. Движение по улице Крупской в обе стороны осуществляется при проведении ремонта теплопровода на улице Леонова.

### Троллейбусная сеть Пензы в XXI веке
В 2007 году, после многолетнего перерыва была возобновлена работа по развитию сети. Это стало возможным прежде всего за счет серьёзного обновления подвижного состава. 1 декабря 2007 г. открыто продление линии троллейбуса маршрута № 9 от бывшей конечной «Улица Долгорукова» до «Улицы Клары Цеткин». Линия длиной 7,2 км в однопутном исчислении прошла по улицам Чаадаева, Дружбы, Долгорукова и Клары Цеткин до микрорайона Шуист. Для сохранения интервалов движения выпуск машин на линию увеличен с 15 до 18 единиц.
В 2016 году работа по развитию сети вновь возобновилась. Троллейбусная линия по проспекту Строителей была продлена на две остановки до мкр. Запрудный. До этой конечной были продлены маршруты № 4, № 6, № 7.
С сентября 2016 года, в связи с закрытием на реконструкцию Свердловского моста, маршрут № 6 от остановки «Улица Чкалова» стал следовать в Кривозерье. В ноябре 2017 года с открытием обновленного моста троллейбус вернулся на прежний маршрут — до станции Пенза III. Однако в январе 2019 года из-за низкого пассажиропотока вновь стал ходить в Кривозерье, в марте в экстренном порядке движение было запущено вновь, полностью обслуживание прекратилось 11 марта 2019 года. Линия, ведущая на станцию Пенза III демонтирована от улицы Баумана до начала Свердловского моста (народное название — «у Катюши»), также на Павлушкина в связи с ДТП, где была повреждена опора контактной сети, сеть подвешена за деревья и непригодна для эксплуатации.
С ноября 2017 года некоторые пензенские троллейбусы работают без кондукторов: на маршрутах № 1, № 2, № 6, № 9 и частично № 8. Вход осуществляется в среднюю и/или заднюю дверь, оплата — у водителя на остановке или во время движения.
С 31 июля 2018 года троллейбус № 2 следует через Центральный рынок (вместо улицы Володарского). Линия на улице Володарского, тем не менее, продолжает функционировать и используется в экстренных случаях.
C 17 января 2019 года троллейбус № 6 ходит по маршруту «Запрудный — Кривозерье».
В июле 2020 года после информации в новостях о закрытии троллейбусной сети, большинство жителей города выступили против, также был создан сайт против закрытия троллейбуса в Пензе.
В сентябре — октябре 2020 года планировалось закрытие троллейбусной системы с заменой на автобусы большого класса на газомоторном топливе. Официального заявления о закрытии движения сказано не было, однако некоторые сообщения, касаемые вопроса развития транспорта в Пензе, имеют косвенное подтверждение вышесказанного.
В начале сентября 2020 года из-за нехватки водителей и кондукторов уменьшалось количество выпускаемых на линию троллейбусов, а также было временно остановлено движение маршрута № 1. Позднее троллейбусное движение было восстановлено в полном объёме.
C 1 января 2022 года троллейбус № 6 вновь ходит по маршруту «Запрудный — Пенза III».
С 23 октября 2023 года началось движение нового межмуниципального троллейбуса №105 по маршруту «Арбековская застава — ул. Фонтанная» с участками автономного хода от остановки "Библиотека" до остановки "Арбековская Застава" с одной стороны и от остановки "Сухумская улица" до остановки "Фонтанная улица" с другой стороны.

## Перспективы развития
По концепции развития общественного транспорта в г. Пензе на 2015—2020 годы планировалось строительство контактной сети и применение троллейбусов с увеличенным автономным ходом на базе дизельгенераторной установки. В настоящее время от варианта с ДГУ отказались в пользу мощных аккумуляторов.
В 2018 году глава администрации города давал распоряжение развивать электрический транспорт. Однако, существенным фактором, снижающим популярность троллейбусов, является их скорость. Хотя работа по обновлению контактной сети и стрелок постоянно ведётся, зачастую скорость троллейбусов намного ниже, чем автобусов и маршрутных такси, что вынуждает горожан пересаживаться на другие виды транспорта.

## Маршруты

### Современная маршрутная сеть
По состоянию на май 2025 года в Пензе действуют 7 маршрутов троллейбусов:
| №   | Следует                | Следует                | Дополнительно                                                                                        | Выпуск                    |
| --- | ---------------------- | ---------------------- | --- | ------------------------- |
| 1   | Площадь Маршала Жукова | Северная               | Работает по будням с перерывом на обед                                                               | Будни — 2, выходные — 0   |
| 2   | Кривозерье             | Центр искусств         | С перерывом на обед                                                                                  | Будни — 5, выходные — 4   |
| 6   | Запрудный              | Детская поликлиника №8 | До июля 2024 года следовал на Пензу-III                                                              | Будни — 18, выходные — 15 |
| 7   | ЖК "Лугометрия"        | Аэропорт               | На маршруте самый большой выпуск троллейбусов в Пензе. Самый популярный троллейбусный маршрут Пензы. | Будни — 23, выходные — 15 |
| 8   | Стадион «Пенза»        | Западная Поляна        | Является вторым по рентабельности, после маршрута № 7                                                | Будни — 8, выходные — 5   |
| 9   | ул. Стасова            | ул. Светлая            | С перерывом на обед                                                                                  | Будни — 7, выходные — 4   |
| 105 | Библиотека             | Улица Фонтанная        | Межмуниципальный; конечная «Улица Фонтанная» располагается в районе «Город Спутник» села Засечное    | Будни — 18, выходные — 15 |

### Отменённые маршруты
| №  | Следует                | Следует                 | Дополнительно |
| -- | ---------------------- | ----------------------- | --- |
| 3  | Площадь Маршала Жукова | 5-й микрорайон Арбеково | Закрытие не повлекло за собой сокращение сети |
| 4  | Кольцевая              | Кривозерье              | Признан нерентабельным, закрыт ООО «Горэлектротранс» |
| 5  | ППО «Эра»              | Улица Стасова           | Признан нерентабельным, закрыт ООО «Горэлектротранс» |
| 5  | Терновский мост        | 5-й микрорайон Арбеково | Попытка восстановить закрытый маршрут с продлением в обе стороны. В 2006 году продлевался до Аэропорта, далее был сокращён до Терновского моста и в 2009 отменён |
| 5ц | Улица Максима Горького | 5-й микрорайон Арбеково | Признан нерентабельным, закрыт МУП «ППП». В 2012-2013 гг. во время ремонта Большого Сурского моста временно возрождался под номером 5                            |
| 8к | Площадь Маршала Жукова | Стадион «Пенза»         | Вводился на время расширения Окружной улицы |
| 10 | Терновский мост        | 5-й микрорайон Арбеково | На данный момент маршрут выполняется как укороченный №7 до Терновского моста                                                                                     |
| 11 | Улица Максима Горького | 5-й микрорайон Арбеково | На данный момент маршрут выполняется как укороченный №7 до Центрального рынка                                                                                    |

## Подвижной состав
К открытию движения в 1948 году подвижной состав был представлен тремя машинами МТБ-82Д. В последующие годы инвентарный парк троллейбусов быстро увеличивался, и к 1969 году достиг 100 единиц. Со временем троллейбусам МТБ-82 пришли на смену более современные ЗиУ-5. По меньшей мере один троллейбус ЗиУ-5 эксплуатировался с пассажирами до конца 1980-х гг.
К 25-летию троллейбусной системы парк превысил 150 машин, в их числе было 14 новейших на тот момент ЗиУ-682Б. В 1989 г., после ввода в эксплуатацию третьего депо и последнего масштабного развития сети, количество троллейбусов достигло 200 единиц. Крупные партии новых троллейбусов поступали ежегодно, попеременно окрашивая город в разные цвета. Например, на рубеже 1990-х гг. парк пополнялся машинами ЗиУ-682В однотонной жёлтой окраски. Первая крупная партия ЗиУ-682Г поступила в яркой бело-малиновой, а последующие — в более традиционной бело-голубой раскраске.
В 1993 г. первый и последний раз в город поступила партия из 6 сочлененных троллейбусов ЗиУ-6205. Они проработали до 2008 года. В 2006 году машина за номером 1061 была переоборудована в Музыкальный троллейбус и была утилизирована самой последней.
За период 1995—1998 гг. в Пензу поступило всего 2 новых троллейбуса. Началось интенсивное старение троллейбусного парка и его сокращение. Тем не менее, в 1998 г. инвентарный парк ещё составлял 209 единиц, выпуск на линию в час пик — 167 единиц (годом ранее — 172 единицы).
За период 1999—2005 гг. поступило всего 23 новых троллейбуса, в том числе:
- В 2000 г. поступило 5 троллейбусов модели Тролза-5264.01 «Столица». Новые троллейбусы неплохо зарекомендовали себя в эксплуатации, однако мэр города А. С. Калашников подвергся резкой критике за высокую стоимость машин. Эксплуатировались до 2016 года.
- В конце 2003 — начале 2004 гг. поступило 15 троллейбусов модели ВЗТМ-5284 (производитель — Волгоградский завод транспортного машиностроения). В отличие от «Столиц» троллейбусы волгоградского производства показали очень низкую стойкость к коррозии и уже через 3 года выглядели весьма «убитыми».

- Летом 2005 г. поступило 2 троллейбуса ЗиУ-682Г-016(017). Заводская раскраска — белый с синей полосой снизу и надписью «Троллейбус — глоток чистого воздуха».

- В декабре 2005 г. в качестве эксперимента закуплен троллейбус БТЗ-5276 (заводская раскраска — белый).

К концу 2005 г. сложилась ситуация, близкая к критической. Суммарный троллейбусный парк по обоим депо сократился до 126 единиц, из них 101 единица — троллейбусы с истекшим сроком службы. За год в троллейбусах произошло несколько возгорание. 
Возрождение пензенского троллейбуса (как и в целом муниципального общественного транспорта) произошло в первой половине 2006 года, когда при финансовой поддержке правительства Пензенской области было приобретено в лизинг 50 новых троллейбусов модели ЗиУ-682Г-016.02. Первые 10 машин были торжественно переданы 1 февраля 2006 г. в депо № 1, вскоре поступили и остальные машины. 
Следующее обновление парка произошло 17 мая 2011 года. Тогда пришла испытуемая модель БКМ-321. Также с июня по сентябрь 2011 года в Пензе на испытаниях был троллейбус Тролза-5265 «Мегаполис». 
27 декабря 2017 года в Пензу на испытания прибыл новый троллейбус производства Уфимского трамвайно-троллейбусного завода УТТЗ-6241-000020. 4 апреля 2018 года был введен в эксплуатацию и начал работу с пассажирами на 7 маршруте. В марте 2019 года убыл обратно в Уфу.
В ноябре 2022 года был подписан контракт на поставку в Пензу 94 троллейбусов УТТЗ-6241.01 «Горожанин».
26 марта 2023 года в Пензу поступил первый из 94 новых троллейбусов УТТЗ-6241.01 «Горожанин». 
С 11 мая 2024 года эксплуатация троллейбусов ЗиУ полностью прекращена в связи с заменой подвижного состава.
С 1 июля 2024 года на маршрутах работают только троллейбусы УТТЗ-6241.01 «Горожанин».

## Троллейбусные депо
Система обслуживается двумя троллейбусными парками.
- Троллейбусный парк (ранее - Депо № 2). Расположено по адресу пр-т. Победы 65. Было открыто в 1971 году, вскоре после продления троллейбусной линии вдоль проспекта Победы в новый район Арбеково, где в те годы развернулось массовое жилищное строительство. До 2005 г. депо обслуживало маршруты № 3, 5, 6, 8 и 9. В феврале 2015 года депо было реорганизовано в троллейбусный парк.
- ТПУ "Засечное" было представлено губернатору Олегу Мельниченко 25 июня 2024 года, а официальное открытие состоялось 1 ноября 2024 года. Расположено на 1 километре трассы "Пенза-Шемышейка".
- Старейшее в городе троллейбусное депо № 1 (ул. Суворова, 122) было расположено в центре города, и в настоящий момент закрыто. К открытию троллейбусного движения в 1948 г. здесь успели построить лишь временные деревянные строения, контактная сеть также не доходила до территории будущего депо. Поэтому первые годы на ночной отстой троллейбусы вставали на площади около драмтеатра. В 1951 г. депо, по-прежнему находящееся в стадии строительства, было решено частично ввести в эксплуатацию. Полностью сооружение депо завершилось лишь к 1957 г.

В апреле 2005 г. новыми властями города было объявлено о реорганизации предприятий муниципального пассажирского транспорта с целью повышения управляемости и сокращения издержек. Был организован единый перевозчик — МУП «Пассажирские перевозки г. Пензы», на баланс которого перешло все имущество МУП «Горэлектротранс», ранее эксплуатировавшего троллейбусную сеть города, а также автобусных МУП «Пензенское ПАТП № 1» и МУП «Пензенское ПАТП № 2». Вскоре, в июне 2005 г. троллейбусное депо № 1 было закрыто, контактная сеть демонтирована, подвижной состав перераспределен между двумя оставшимися депо (преимущественно — в пользу депо № 3 в Кривозерье, которое с этого момента получило № 1). Обслуживание маршрута № 1 было передано депо № 2. Маршрут № 7 был передан депо № 1.
1 ноября 2024 года было открыто ТПУ "Засечное". Депо имеет участок контактной сети, для зарядки троллейбусов с увеличенным автономным ходом.

## Троллейбус и город
В 1972 году площадь, образованная пересечением улиц Суворова и Кулакова и располагающаяся рядом со зданием Управления троллейбуса и троллейбусным депо № 1, была названа Троллейбусной площадью.
На здании троллейбусного управления по ул. Суворова, 122А, занимаемом ныне Управлением транспорта и связи г. Пензы и выходящем на Троллейбусную площадь, имеется памятная табличка об открытии троллейбусного движения 4 ноября 1948 года.
В 1998 году, к полувековому юбилею пензенского троллейбуса, головная часть одного из ЗиУ-5 была установлена в качестве памятника на территории депо № 1, на углу улиц Суворова и Кулакова. В начале 2007 года этот памятник, располагавшийся на территории закрытого к тому времени депо, был демонтирован.